# Scylaticus nitidigaster
Scylaticus nitidigaster är en tvåvingeart som först beskrevs av Macquart 1850.  Scylaticus nitidigaster ingår i släktet Scylaticus och familjen rovflugor. Inga underarter finns listade i Catalogue of Life.